# Chelonoidis abingdonii
Espèce
Synonymes
- Testudo abingdonii Günther, 1877
- Chelonoidis nigra abingdoni (Günther, 1877)
- Geochelone nigra abingdoni (Günther, 1877)

Statut de conservation UICN

 EX  : Éteint
Statut CITES
Chelonoidis abingdonii est une espèce de tortues de la famille des Testudinidae endémique de l'île Pinta, dans les îles Galápagos. Le 24 juin 2012, son unique représentant connu à cette date, un mâle surnommé Solitario George, meurt sans laisser de descendance. En novembre 2012, la direction du parc des Galapagos affirme avoir retrouvé plusieurs spécimens vivant en liberté sur les flancs du volcan Wolf, dans l'île Isabela,.

## Répartition

Distribution des tortues géantes des Galápagos

Cette espèce était endémique de l'île Pinta aux Galápagos.

## Description

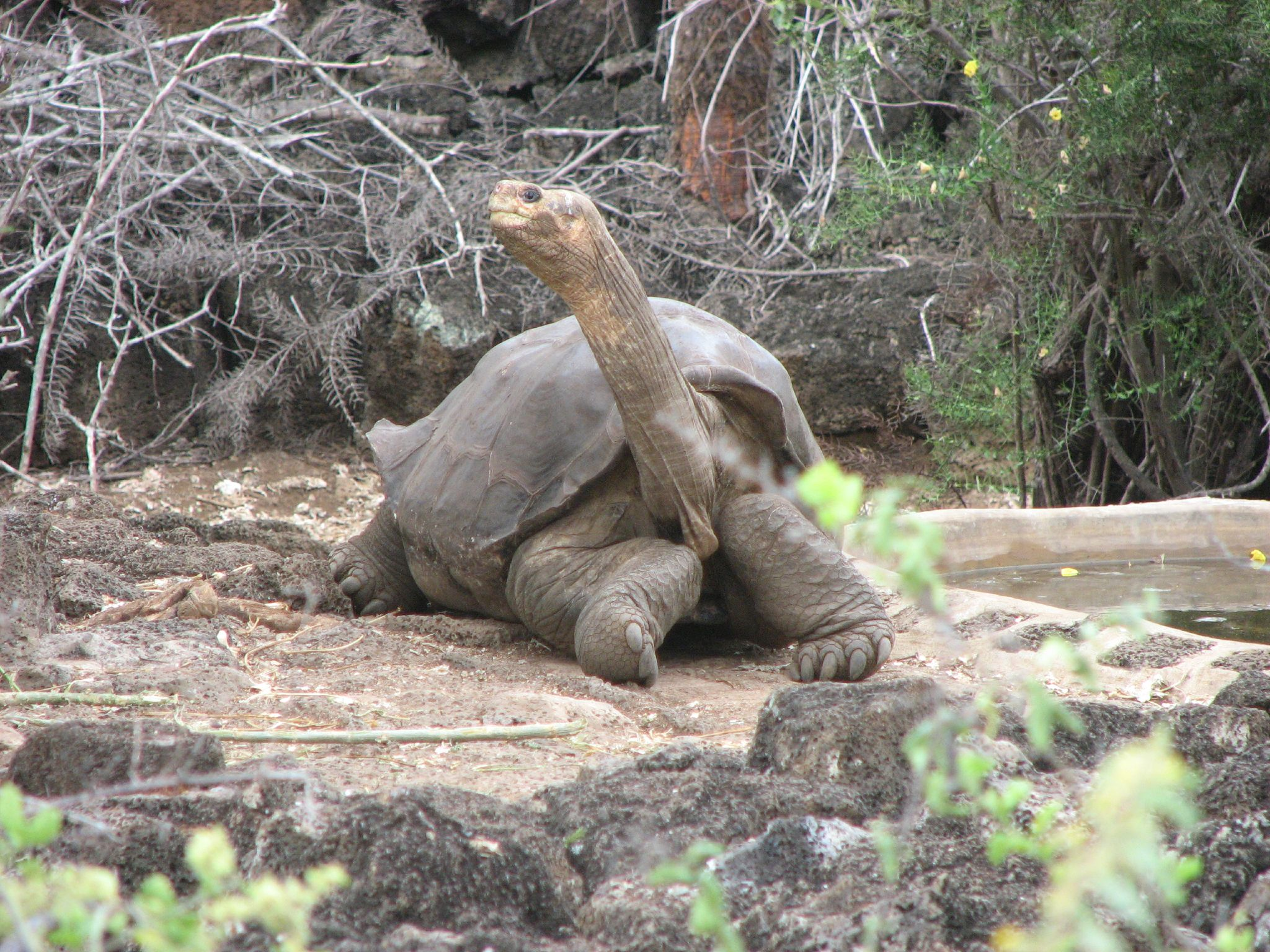
Solitario George en 2006.

Le seul représentant connu jusqu'en 2012, nommé Georges le solitaire (Solitario George), est découvert en 1972 alors que l'espèce est considérée comme éteinte. Ce mâle meurt le 24 juin 2012 à plus de 100 ans bien que l'espérance de vie des individus de l'espèce atteignît 200 ans. Il ne laisse aucune descendance malgré l'introduction dans son enclos de deux femelles génétiquement proches originaires de l'île Española, une autre île des Galápagos.

## Taxinomie
Elle fait partie du complexe d'espèces des tortues géantes des Galápagos. Elle était auparavant considérée comme une sous-espèce de Chelonoidis nigra.

## Protection
L'Union internationale pour la conservation de la nature reconnaît le taxon comme étant la sous-espèce Chelonoidis nigra abingdoni et comme étant un taxon éteint à l'état sauvage en 1996. En novembre 2012, la direction du parc national des Galápagos affirme que plusieurs spécimens ont été observés sur les flancs d'un volcan de l'île Isabela. Ces spécimens sont malheureusement identifiés comme des hybrides, ne possédant que 50 % de gènes de Chelonoidis abingdonii. En 2015, l'UICN reconnaît le taxon Chelonoidis abingdoni comme une espèce à part entière et le déclare comme éteint (EX).

## Étymologie
Cette espèce est nommée en référence au lieu de sa découverte, l'île Pinta, aussi nommée île Abingdon.

## Publication originale
- Günther, 1877 : The Gigantic Land-Tortoises (Living and Extinct) in the Collection of the British Museum. London, Taylor and Francis, p. 1-96 (texte intégral).